# Лейк-Ланд'Ор (Вірджинія)
Лейк-Ланд'Ор (англ. Lake Land'Or) — переписна місцевість (CDP) в США, в окрузі Керолайн штату Вірджинія. Населення — 4555 осіб (2020).

## Географія
Лейк-Ланд'Ор розташований за координатами 38°1′3″ пн. ш. 77°33′12″ зх. д. / 38.01750° пн. ш. 77.55333° зх. д. (38.017509, -77.553232).  За даними Бюро перепису населення США в 2010 році переписна місцевість мала площу 12,42 км², з яких 11,71 км² — суходіл та 0,71 км² — водойми.

## Демографія
Згідно з переписом 2010 року, у переписній місцевості мешкали 4223 особи в 1456 домогосподарствах у складі 1120 родин. Густота населення становила 340 осіб/км².  Було 1639 помешкань (132/км²).
Расовий склад населення:
| - 72,3 % — білих - 20,7 % — чорних або афроамериканців - 0,9 % — азіатів - 0,5 % — корінних американців - 0,1 % — вихідців з тихоокеанських островів - 1,4 % — осіб інших рас |

До двох чи більше рас належало 4,1 %. Частка іспаномовних становила 6,0 % від усіх жителів.
За віковим діапазоном населення розподілялося таким чином: 30,0 % — особи молодші 18 років, 62,9 % — особи у віці 18—64 років, 7,1 % — особи у віці 65 років та старші. Медіана віку мешканця становила 31,6 року. На 100 осіб жіночої статі у переписній місцевості припадало 98,1 чоловіків;  на 100 жінок у віці від 18 років та старших — 93,8 чоловіків також старших 18 років.
Середній дохід на одне домашнє господарство  становив 87 948 доларів США (медіана — 75 907), а середній дохід на одну сім'ю — 95 726 доларів (медіана — 82 500). Медіана доходів становила 44 811 долар для чоловіків та 39 471 долар для жінок. За межею бідності перебувало 7,3 % осіб, у тому числі 11,9 % дітей у віці до 18 років та 0,0 % осіб у віці 65 років та старших.
Цивільне працевлаштоване населення становило 1884 особи. Основні галузі зайнятості: освіта, охорона здоров'я та соціальна допомога — 25,7 %, роздрібна торгівля — 15,1 %, публічна адміністрація — 13,6 %.